# Хенрик Клингенберг
Хенрик Клингенберг (на фински: Henrik Klingenberg) е финландски музикант, който се занимава с електронната част от музиката на „Соната Арктика“. Роден е на 21 октомври 1978. Живее в Кокола, Финландия. Присъединява се към „Соната Арктика“ едва в края на 2002. Преди тази група е свирил в много други. Обича да слуша Pantera, Били Холидей и Diablo. Любим писател му е Ърнест Хемингуей.

## Кариера
Въпреки че, основният му ангажимент е със Соната Арктика, Клингенберг е също член на траш/груув метъл групата Mental Care Foundation, където е вокалист и кийбордист. Финландецът също стартира мелодичен дет метъл проект наречен Graveyard Shift като вокалист с неговия бивш колега от Соната Арктика Яни Лииматайнен.
Преди да се присъедини към Соната Арктика, участва в голям брой групи, които не посочва поименно в биографичната си страница на официалния уебсайт на Соната Арктика. Неговата най-известна бивша група е Requiem, с която записва два албума и допринася с клавишни инструменти.